# Charles Boys

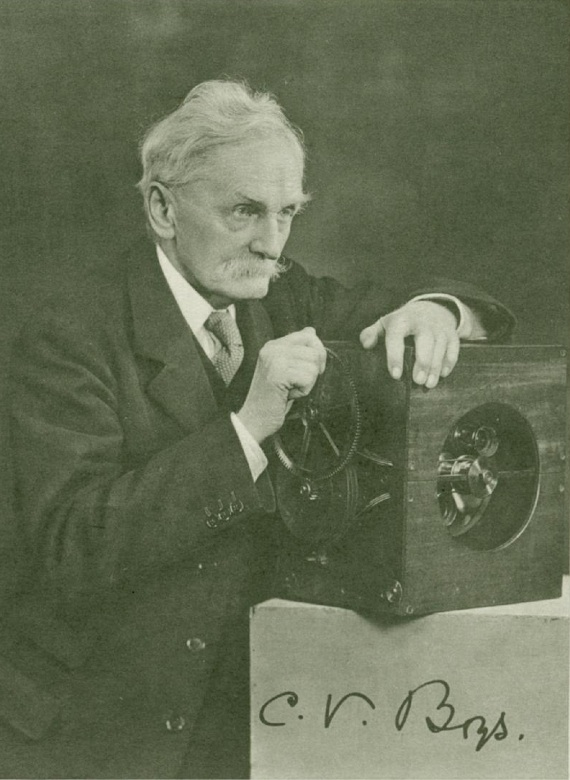
Charles Boys

Sir Charles Vernon Boys, FRS (* 15. März 1855 in Wing in Rutland, England; † 30. März 1944 in St. Mary Bourne, Andover in Hampshire) war ein englischer Physiker.

## Leben
Boys war der Sohn eines Pfarrers, besuchte die Schule in Marlborough und die Royal School of Mines. Noch auf der Schule erfand er ein Gerät zur mechanischen Integration, das er im Philosophical Magazine von 1881 beschrieb. Nach kurzer Zeit im Kohlebergbau nahm er das Angebot seines Physik-Professors Frederick Guthrie an und wurde dessen Assistent. Bekannt wurde er durch die Erfindung von Aufhängungen aus Quarzfasern in Messinstrumenten, die er zum Beispiel für ein Messinstrument für Wärmestrahlung verwendete und für die Wiederholung des Cavendish-Experimentes zur Bestimmung der Gravitationskonstante (Philosophical Transactions of the Royal Society 1895). Boys machte auch Fotografien schnell bewegter Objekte wie Gewehrkugeln und Blitze. Seine Faraday-Vorlesungen über Seifenblasen wurden als Buch veröffentlicht und gelten als Klassiker der Physik-Literatur.
1888 wurde er Fellow der Royal Society. 1889 bis 1897 war er Assistant Professor am Royal College of Science in South Kensington. Zusätzlich war er Prüfer für die Universität London und ab 1887 Berater der städtischen Gaswerke, wo er Untersuchungen über den Heizwert der Gase anstellte. 1939 ging er in den Ruhestand und zog aufs Land, wo er Unkräuter züchtete und darüber auch ein Buch schrieb.
Er war seit 1892 verheiratet. Aus der Ehe gingen zwei Kinder hervor, sie endete aber 1910 in Scheidung nach einem Universitätsskandal in Cambridge. Seine Frau hatte ein Verhältnis mit dem Mathematiker Andrew Russell Forsyth, der daraufhin das Trinity College verlassen musste, was auch dessen Freund Alfred North Whitehead veranlasste, Cambridge zu verlassen.
In den Sommerferien 1900 an der Kanalküste beobachtete er ein Gewitter und fragte er sich, wo der Blitz eigentlich anfängt, woher die Zuckungen kommen und wie der Blitzstrahl wächst. Er entwarf eine Fotokamera mit ruhender Fotoplatte und mit zwei um eine horizontale Achse rotierenden Linsen. Als Antrieb diente eine Handkurbel mit großer Übersetzung. Boys brach seine Ferien sofort ab, eilte nach Hause und machte sich an die Konstruktion der Kamera, die seinen Namen trägt. Relativ bald gelang ihm damit eine Aufnahme, die zeigte, dass ein Blitz aus mehreren Teilblitzen besteht. Obwohl er diese Kamera auf all seinen Reisen mitnahm, gelang ihm  keine weitere Aufnahme. 1927, bei einem Besuch von Basil Schonland erzählte er von seiner Kamera. Bei einem weiteren Besuch vier Jahre später, lieh er sie Schonland, dem damit viele Aufnahmen gelangen, die den relativ langsam wachsenden Leitblitz (Vorwachsgeschwindigkeit um 1/30 C) und den in entgegengesetzter Richtung verlaufenden Hauptstrahl (Vorwachsgeschwindigkeit etwa 1/5 C) erkennen ließen.
1896 erhielt er die Royal Medal der Royal Society und 1924 deren Rumford Medal. 1925 erhielt er die Duddell Medal der Physical Society of London (heute: Institute of Physics), deren Präsident er 1916/7 war. Er war Mitglied der New York Academy of Sciences und der Moskauer physikalischen Gesellschaft. 1935 wurde er als Knight Bachelor geadelt. 1936 wurde er Ehrenmitglied (Honorary Fellow) der Royal Society of Edinburgh. 1906 bis 1907 war er Präsident der Röntgen-Gesellschaft. 1903 war er Präsident der mathematisch-physikalischen Sektion der British Association. 1932 wurde er Ehrendoktor der Universität Edinburgh.

## Schriften
- Soap-bubbles and the forces which mould them. Society for Promoting Christian Knowledge, London u. a. 1890, (Digitalisat; deutsch: Seifenblasen. Vorlesungen über Capillarität. Barth, Leipzig 1893).
- Weeds, Weeds, Weeds. The Old Westminster Press, Wightman and Co., London 1937, (sein Buch über Unkräuter).